# Лекамптон (Канзас)
Лекамптон (англ. Lecompton) — місто (англ. city) в США, в окрузі Дуглас штату Канзас. Населення — 588 осіб (2020).

## Географія
Лекамптон розташований за координатами 39°1′32″ пн. ш. 95°23′42″ зх. д. / 39.02556° пн. ш. 95.39500° зх. д. (39.025662, -95.395097).  За даними Бюро перепису населення США в 2010 році місто мало площу 4,61 км², з яких 4,59 км² — суходіл та 0,02 км² — водойми.

## Демографія
Згідно з переписом 2010 року, у місті мешкало 625 осіб у 240 домогосподарствах у складі 162 родин. Густота населення становила 136 осіб/км².  Було 254 помешкання (55/км²).
Расовий склад населення:
| - 94,9 % — білих - 2,2 % — корінних американців - 0,5 % — чорних або афроамериканців - 0,5 % — азіатів |

До двох чи більше рас належало 1,6 %. Частка іспаномовних становила 1,4 % від усіх жителів.
За віковим діапазоном населення розподілялося таким чином: 29,0 % — особи молодші 18 років, 59,2 % — особи у віці 18—64 років, 11,8 % — особи у віці 65 років та старші. Медіана віку мешканця становила 36,7 року. На 100 осіб жіночої статі у місті припадало 95,3 чоловіків;  на 100 жінок у віці від 18 років та старших — 97,3 чоловіків також старших 18 років.
Середній дохід на одне домашнє господарство  становив 64 995 доларів США (медіана — 46 103), а середній дохід на одну сім'ю — 57 292 долари (медіана — 50 577). За межею бідності перебувало 17,2 % осіб, у тому числі 21,6 % дітей у віці до 18 років та 2,2 % осіб у віці 65 років та старших.
Цивільне працевлаштоване населення становило 296 осіб. Основні галузі зайнятості: освіта, охорона здоров'я та соціальна допомога — 23,3 %, роздрібна торгівля — 14,2 %, виробництво — 9,1 %, публічна адміністрація — 8,4 %.